# Exército Revolucionário de Libertação de Azauade
Exército Revolucionário de Libertação de Azauade (em francês:  Armée révolutionnaire de libération de l'Azawad, ARLA) é um grupo rebelde tuaregue formado no norte do Mali durante a rebelião tuaregue de 1990-1996.

## Histórico
O movimento surgiu em 1991 de uma divisão do Movimento Popular para a Libertação de Azauade (MPLA). Agrupa principalmente os tuaregues da tribo de Imghads e é liderado por Abderamane Ghala. El Hadj Ag Gamou também figura entre os membros deste grupo.
Poucos meses após seu nascimento, o Exército Revolucionário de Libertação de Azauade juntou-se aos Movimentos e Frentes Unificadas de Azauade (MFUA), que assinou em 11 de abril de 1992 o Pacto Nacional com Bamako.
Em 1993 e 1994, no entanto, houve um conflito entre o Exército Revolucionário de Libertação de Azauade e o Movimento Popular de Azauade, dominado pelos Ifogas. Os rebeldes imghads também removem Intalla Ag Attaher, o amenokal de Ifogas, antes de libertá-lo. Porém o grupo é finalmente expulso de Adrar Tigharghar e da região de Quidal pelas forças do Movimento Popular de Azauade lideradas por Iyad Ag Ghali